# 卡鲁姆·达文波特
卡倫·雷蒙·保羅·迪雲樸（英語：Calum Raymond Paul Davenport，1983年1月1日—）是一名英格蘭足球運動員，司職中堅位置，曾效力高雲地利、熱刺及韋斯咸等球會。

## 生平

### 球會
高雲地利
迪雲樸在高雲地利展開職業球員生涯，效力青年軍時期曾兩奪英格蘭足總青年盃亞軍。他在2000/01年英超球季最後一場比賽肯定降班時首次代表一隊出戰。他要到2002/03年球季才成為球隊主力，更拿下當季高雲地利最佳年青球員。翌季更拿下高雲地利最佳球員，他為高雲地利上陣84次，入了3球。
熱刺
迪雲樸在2004年8月以130萬英鎊加盟熱刺，他很快被外借至韋斯咸、修咸頓及诺里奇城。
在2006年1月，他回到熱刺，並在主場1-2不敵曼聯的比賽中首次上陣。他在2005/06年季後曾傳出轉會，但在其他後衛受傷後不了了之。迪雲樸在2006年12月作客擊敗2-1曼城的比賽中取得首個熱刺入球。可是，他長期未能在熱刺取得上陣機會，僅為熱刺上陣20次，取得1個入球。
韋斯咸
迪雲樸在2007年1月18日以300萬英鎊加盟韋斯咸，簽約三年半。他在兩日後第二度為韋斯咸披甲出戰紐卡素。
在2008年1月18日，他被外借至英冠球會屈福特一個月，並有最終轉會協議。可是，他不久後在比賽中更隊友碰撞導致頸椎受傷令交易告吹。他到了2008/09年球季才復出，在2008年8月30日對布力般流浪時接應角球，取得首個韋斯咸入球。
在2009年2月1日，他被外借至英超球會新特蘭至季尾，獲派上陣8場，於球季結束後返回韋斯咸。
由於官司纏身，韋斯咸會方在2010年3月中與他解約，賠償25萬鎊。2010年季前迪雲樸跟隨操練，其後加盟非聯賽球隊禾頓藍十字（Wootton Blue Cross）爭取上陣機會以恢復比賽狀態，據稱一直跟進其進展。

### 國家隊
迪雲樸曾為英格蘭U-17及U-19代表隊上陣，於2003年10月5日首次獲召加入21歲以下足球代表隊。

## 遇刺事件
2009年8月21日深夜迪雲樸與母親在位於金斯頓（Kempston）的居所門前遭人持刀刺傷，迪雲樸雙腿被刺，需要接受緊急手術治療，事後兩人被捕，據報迪雲樸手術後情況仍然嚴重但穩定。10月28日迪雲樸仍然留院，但遭控訴襲擊其姊卡拉（Cara Davenport），獲准保釋待11月10日上庭，卡拉的男友則被控傷害迪雲樸及其母親，迪雲樸透過公關公司發表聲明否認有做錯及不會認罪。11月10日迪雲樸出庭應訊，被控襲擊其姊卡拉並造成身體傷害，他否認控罪，獲准保釋候審，案件將會轉介皇室法庭（Crown Court）於2010年1月12日再開庭。迪雲樸在庭上否認控罪，獲准保釋，押後到8月2日再審。據案情透露，當晚喝酒半醉的迪雲樸與父親一同到姊姊卡拉的居所，其時卡拉與4歲兒子小卡倫（Calum Junior）在睡覺，小卡倫的父親正在坐監，而卡拉剛懷有新男友的骨肉，迪雲樸父子兩人吵醒卡拉，並不斷出言辱罵她，迪雲樸稱卡拉為「婊子」後，在門廊以頭撞其姊，在掙扎間更意外擊中其面頰，卡拉逃脫並即時聯絡男友沃雷爾·韋特靴斯（Worrell Whitehurst），後者隨即趕到迪雲樸家中並發生刺人事件。迪雲樸辯稱當日三人為卡拉如何養育其腹中骨肉發生激辯，卡拉試圖驅逐父親離開，迪雲樸阻止而發生推撞。據報迪雲樸經常支付小卡倫的衣服及假期費用，並協助姊姊交房租。2010年7月1日迪雲樸獲判無罪，而韋特靴斯則因嚴重傷害他人身體罪成被判入獄6年。

## 外部連結
- 足球数据库：迪雲樸的球员统计数据
- ex-canaries.co.uk介紹 （页面存档备份，存于）